# Gelbach
Der Gelbach ist ein über seinen Quellfluss Aubach 39,7 km langer, nördlicher und rechtsseitiger Zufluss der Lahn im südlichen Westerwald, der im rheinland-pfälzischen Rhein-Lahn-Kreis verläuft.

## Name
Im 19. Jahrhundert wurde der Gelbach als „Gelber Bach“ oder „Gehlbach“ benannt.

## Geographie

### Verlauf

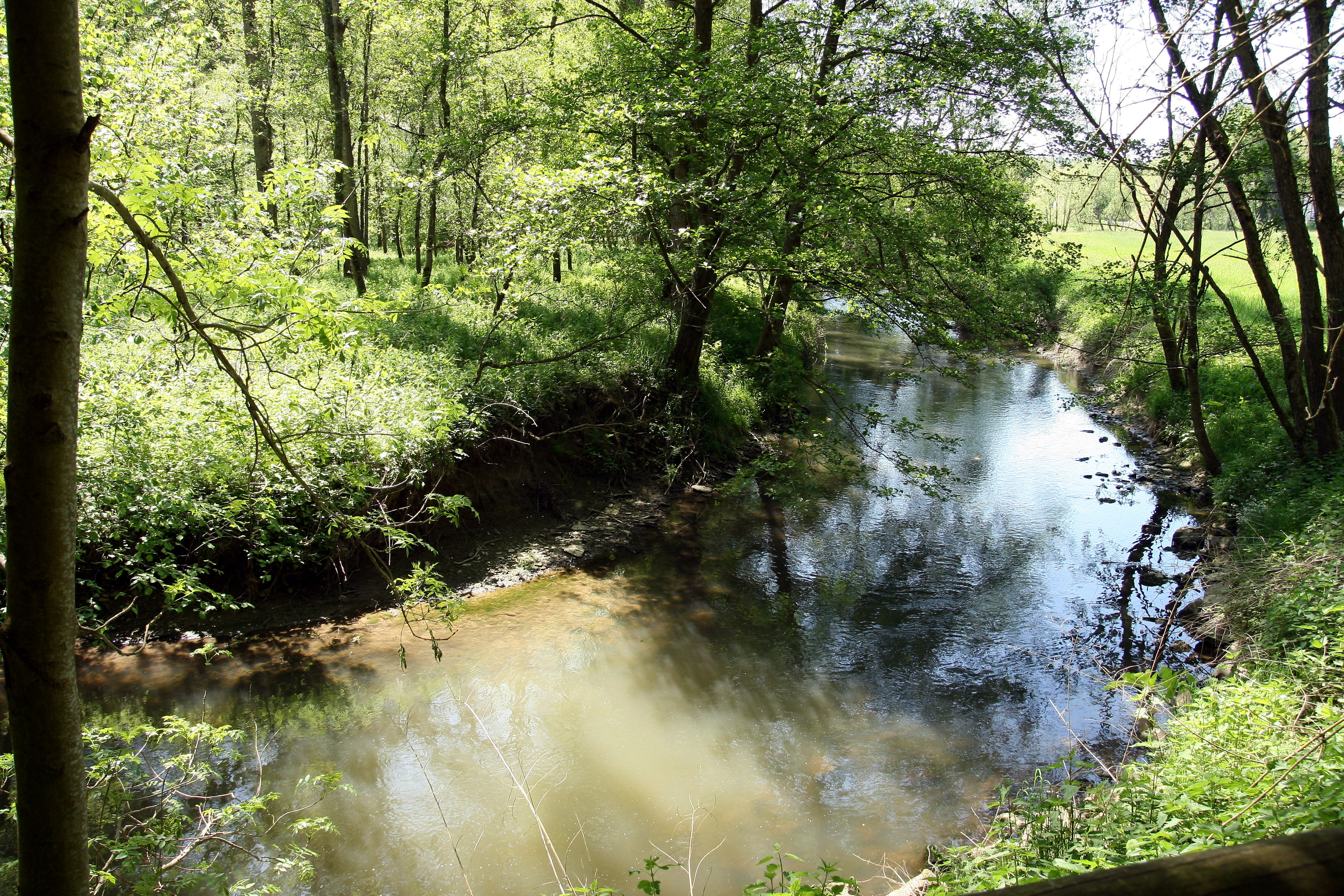
Der Gelbach bei Wirzenborn

Der Gelbach entsteht dem Namen nach in Montabaur am Zusammenfluss von Aubach und Stadtbach. Er mündet bei Obernhof in die Lahn und erreicht bis dort eine Wasserführung von im Mittel 2,46 m³/s.
Das landschaftlich reizvolle, tief in die Landschaft eingeschnittene Unterlauftal des Flusses von oberhalb Ettersdorfs bis oberhalb Weinährs bildet, zusammen mit den Untertälern der dort nacheinander zumündenden Bäche Isselbach (von links) sowie Ruppenröder Bach, Daubach und Seelbach (alle von rechts) den Naturraum Gelbachtal. In Weinähr, in der Nähe der Mündung, wird etwas Weinbau betrieben.

### Einzugsgebiet
Der Gelbach hat ein Einzugsgebiet von 221,2 km² und durchfließt den südlichen Rand des Westerwaldkreises sowie den Rhein-Lahn-Kreis.

### Zuflüsse
Vom Zusammenfluss der Oberläufe zur Mündung.
Auswahl.
- Aubach, linker Oberlauf
- Stadtbach, rechter Oberlauf
- Stelzenbach, ab Niederelbert auch Niederelberter Bach, von rechts an der Marauermühle von Montabaur
- Harbach oder Reckenthaler Bach, von rechts am Kurhotel Waldesruhe von Montabaur
- Ahrbach, von links nach Montabaur-Wirzenborn
- Eisenbach, von links kurz vor und gegenüber von Montabaur-Reckenthal
- Isselbach, von links bei Isselbach
- Ruppenröder Bach, von rechts gegenüber Isselbach-Giershausen
- Daubach, von rechts nach Isselbach-Giershausen
- Waldbach, von links vor dem Jugendheim von Horhausen
- Schläfergraben, von links an diesem Jugendheim
- Kirchährer Bach, von rechts bei Gackenbach-Kirchähr
- Gossengraben, von rechts nahe dem Wild- und Freizeitpark von Gackenbach
- Dieser Graben, von links gegenüber Gackenbach-Dies
- Seelbach (oder Hohenthalbach nach dem anderen Oberlauf?), von rechts in Dies
- Charlottenberger Bach, von links nach der Bruchhäusermühle in der Gemeindeexklave von Holzappel
- Weinährer Bach, von rechts in Weinähr
- Sülzbach, von rechts nach Weinähr

### Orte
Entlang des Flusslaufes liegt die Stadt Montabaur und flussabwärts auf deren Gemarkung die Orte Wirzenborn, Bladernheim, Reckenthal (westlich oberhalb des Tals), Wüstung Sespenroth (bis 1853 als Ort existent) und Ettersdorf. Weiterhin folgen Isselbach, Giershausen (zu Isselbach), Kirchähr, Dies (zu Gackenbach) und Weinähr.

## Auensedimente
Die Auelehme des Gelbachs und seiner Nebenbäche wurden zum größten Teil erst seit dem Hochmittelalter abgelagert. Sie sind in erster Linie die Folge von durch den Menschen bedingter Entwaldung und nachfolgender Beackerung von Hangstandorten. Ein Einfluss des mindestens bis in das 16. Jahrhundert zurückreichenden Bergbaus (Grube Leopoldine-Louise) im Gelbachtal auf diesen Prozess wird angenommen. Untersuchungen dazu fanden 2008 u. a. bei Ettersdorf und Reckenthal statt.

## Wandertourismus
Im Jahr 2023 wurde mit dem GelbACHTrail ein neuer, rund 21 Kilometer langer durchgehender Wanderweg entlang des Gelbachs eröffnet. Die Route führt von der Kreisstadt Montabaur bis zur Mündung des Gelbachs in Obernhof an der Lahn und erschließt dabei die landschaftliche Vielfalt des Gelbachtals. Der Trail wurde im Rahmen eines interkommunalen Projekts der Verbandsgemeinden Montabaur, Diez und Bad Ems-Nassau realisiert und ist Teil des Naturparks Nassau. Neben der Hauptstrecke laden acht zusätzliche Rundwanderwege („Extratouren“) zur Erkundung der Umgebung ein. Der GelbACHTrail ist als „Qualitätsweg Wanderbares Deutschland“ zertifiziert und verbindet Naturerlebnis, regionale Kultur und geologische Besonderheiten wie den ehemaligen Otto-Wolff-Stollen oder die Vogelbrutwände des Eisvogels. Er erfreut sich großer Beliebtheit bei Wanderern und wird als zentrales Element zur touristischen Aufwertung des Tals gesehen.